# Констансіо Сесіліо Віхіль
Конста́нсіо Сесі́ліо Віхі́ль (ісп. Constancio Cecilio Vigil; 4 вересня 1876 — 24 вересня 1954) — уругвайсько-аргентинський письменник і відомий видавець.

## Життєпис
Констансіо Віхіль народився в Рочі (Уругвай), в 1876. Його батько, місцевий політик, був змушений переїхати до столиці країни Монтевідео після політичної суперечки. Хлопець закінчив Республіканський університет. Починав з поет-дописувач письменника Хосе Енріке Родо і став журналістом видання «El Nacional», а в 1901 заснував своє перше видання «Alborada» («Світанок»). Був призначений головним редактором газети «La Prensa», приєднаної до «Partido Blanco» («Біла партія»). Однак політична інтрига знову увірвалася в життя молодика, коли в 1903 газета була примусово закрита, що змусило Віхіля переїхати до сусіднього Буенос-Айреса (Аргентина).
Амбіційний журналіст створив три журнали між 1904 і 1911: дитячий тижневик «Pulgarcito», « Germinal» та найуспішніше раннє періодичне видання «Mundo Argentino» («Аргентинський світ»). Подібно до «Pulgarcito», конкуренція призвела до закриття цього видання в 1907. «Mundo Argentino» був яскраво ілюстрованим журналом, що містив рекламу, і не орієнтувався на певний жанр. До 1912 журнал мав щотижневий тираж понад 36 000, хоча різнобічний бізнесмен Віхіль продав його на піку популярності компанії «Editorial Haynes» в 1917; на той час продавалося 118 000 примірників «Mundo Argentino» на тиждень (у країні, де менше 5 мільйонів дорослих).
Віхіль запровадив продаж для новоствореного видання: «Editorial Atlántida». Компанія публікувала його нові видання: журнал новин і коментарів «Atlántida» (1918), спортивний тижневик «El Gráfico», дитячий журнал «Billiken» (обидва в 1919), а для жінок — «Para Tí» («Для вас», 1922); три останні залишаються найстарішими аргентинськими журналами, що виходять досі, і стали лідерами тиражу в іспаномовному світі.
Відомий видавець Віхіль також видав серію найбільш продаваних дитячих книг через «Atlántida». Всього він написав 134 книги з 1915, серед яких 50 дитячих назв, таких як «El Erial» («Дике поле»), «El Mono Relojero» («Мавпа ремонтує годинники»), ¡Upa! та «Hormiguita» Viajera («Мандрівна мураха»).
Серед книг, які він написав, крім дитячих назв, найбільш відомими були:
- Miseria штучний («Штучне нещастя», 1915)
- El Clero Católico y la Educación («Католицьке духовенство та освіта», 1926)
- Las verdades ocultas («Приховані істини», 1927)
- Cartas a gente menuda («Листи до молоді», 1927)
- Марта і Хорхе (1927)
- Los que pasan («Люди приходять і йдуть», 1927)
- Compañero («Товариш», 1928)
- Amar es vivir («Любити — це жити», 1941)
- Vidas que pasan («Життя, що приходять і відходять», 1941)
- La educación del hijo («Виховання дитини», 1941)
- El hombre y los animales («Людина і тварини», 1943)

Прихильник трудових та соціальних реформ (а також захисник прав дітей) на початку, Віхіль став дедалі консервативнішим після створення видавництв в «Atlántida publishers» у 1918. Стаття 1924 в газеті «Billiken» дала наступне пояснення такій редакційній політиці Віхіля:

Було би пречудово, якби усі квіти і всі діти могли насолоджуватися пещенням сонячного світла та ніжним дотиком вдумливого садівника! Але це неможливо, і, отже, є постраждалі від погоди квіти та бідні діти. Бідність і багатство відповідають природному порядку, і це робить будь-які зміни неможливими. Завжди будуть бідні діти.

Однак пильнування редакції залишалося активним під час великої депресії, яка до кінця 1930-х спричинила серйозні труднощі в аргентинському суспільстві. Віхіль розширив охоплення своєї видавничої імперії, щоб сприяти розвитку «комітетів Біллікена» — груп школярів середнього класу, які керувались однойменним журналом для збору пожертв на їжу та гроші для нужденних; за повідомленнями, ці групи зросли до понад 40 000 дітей до закінчення проекту.
Ці зусилля та пожертви Віхіля для читання матеріалів школам призвели до того, що протягом десятиліть він був удостоєний імені 3000 шкіл, аудиторій та бібліотек в Аргентині. Він був номінований на Нобелівську премію миру спільно численними латиноамериканськими газетами в 1934, а потім нагороджений папським Латеранським хрестом Папою Пієм XII.

Надзвичайно прогресивний за мірками аргентинського суспільства початку 20 століття, Віхіль у своїх щотижневих редакційних виданнях писав, що:

Демократію вироблятимуть і виховуватимуть жінки. Їхня освіта є наріжним каменем нашої Республіки, і поки ми вперто не знаємо цього, все втрачено.
Багатьом здається таким природним бачити заможного боксера, мельника перцю або виробника ковбас, як бачити художника, що голодує. Японське прислів'я стверджує, що «поки художники не можуть дозволити собі карети, жодна цивілізація неможлива», і я погоджуюсь.
Політика повинна сприяти охороні здоров'я, освіті, культурі, роботі, дбайливому розпорядженню бюджетом, милосердю та справедливості. Для такої роботи більше підходять жінки, а не чоловіки. Жінки дарують нам життя, і вони найкраще знають, як його організувати та вдосконалити.

На момент своєї смерті у 1954 у віці 78 років, Констансіо Віхіль перебував у своїй редакції в Буенос-Айресі.
Після його смерті видавництво «Atlántida Publishing» все частіше асоціювалося з часто жорстокими урядами, пізніше — з диктатурами Аргентини. Однак один із відомих афоризмів його засновника радить наступне: слід триматися далеко від тих, хто живе чужим патріотизмом.